# جو إي. روس
جو إي. روس (بالإنجليزية: Joe E. Ross)‏ هو ممثل أمريكي، ولد في 15 مارس 1914 بنيويورك في الولايات المتحدة، وتوفي في 13 أغسطس 1982 بلوس أنجلوس في الولايات المتحدة بسبب نوبة قلبية.

## وصلات خارجية
- جو إي. روس على موقع IMDb (الإنجليزية)
- جو إي. روس على موقع ميوزك برينز (الإنجليزية)
- جو إي. روس على موقع تيرنر كلاسيك موفيز (الإنجليزية)
- جو إي. روس على موقع أول موفي (الإنجليزية)
- جو إي. روس على موقع قاعدة بيانات الأفلام السويدية (السويدية)
- جو إي. روس على موقع إن إن دي بي (الإنجليزية)
- جو إي. روس على موقع قاعدة بيانات الفيلم (الإنجليزية)